# Ermes Muccinelli
Ermes Muccinelli (né le 28 juillet 1927 à Lugo dans la province de Ravenne en Émilie-Romagne et mort le 4 novembre 1994 à Savone en Ligurie) est un footballeur international italien (attaquant droit ou ailier droit), qui commence sa carrière dans la période qui suit la Seconde Guerre mondiale et est actif jusqu'à la fin des années 1950.

## Biographie

### Carrière en club
Il joue tout d'abord au FC Biellese 1902, puis à la Juventus, ensuite à la Lazio Rome et pour finir à Côme Calcio 1907. Il remporte tous ses titres nationaux avec la Juventus et la Lazio Rome.
Il reste surtout célèbre pour sa période de neuf années passées avec le club de la Juve. Il y dispute son premier match le 24 novembre 1946 lors d'un succès 4-0 en Serie A sur Triestina, et remporte finalement quatre titres (deux championnats et deux coupes). Au total, il a inscrit en tout 69 buts en 228 matchs sous les couleurs bianconere.

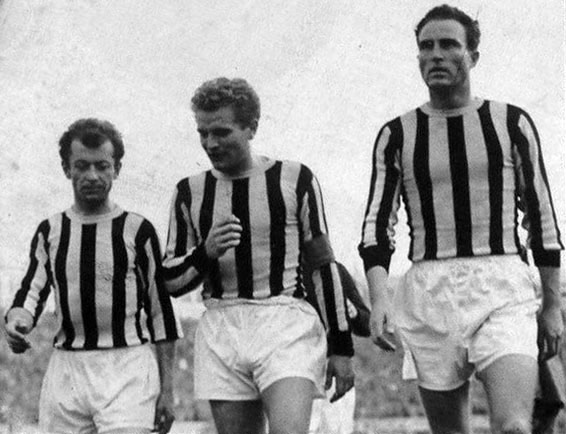
Muccinelli, Boniperti et Hansen sous les couleurs bianconeri au début des années 1950.

Après sa retraite, il part s'installer dans la Riviera di Ponente en Ligurie, où il meurt en 1994 à l'âge de 67 ans, à la suite de problèmes de nature cardiovasculaires. Le stade de sa ville natale à Lugo fut ainsi renommé en son honneur.

### Carrière en sélection
En tant qu'attaquant, Ermes Muccinelli (surnommé durant sa carrière Mucci, flèche d'or, ou encore attaquant de poche à cause de sa petite taille) est international italien à 15 reprises (1950-1957) pour 4 buts. Il dispute sa première sélection le 5 mars 1950 lors d'une victoire 3-1 sur la Belgique.
Il participe à la Coupe du monde de football 1950, au Brésil. Il inscrit un but à la 75e minute contre la Suède insuffisant pour ramener le match nul (2-3). Il est titulaire dans les deux matchs de ce mondial (Suède et Paraguay).
Il participe à la Coupe du monde de football 1954, en Suisse. Il inscrit un but dans les éliminatoires, contre l'Égypte (2-1) au match aller. Il participe à deux matchs de la phase finale (deux matchs contre la Suisse), sans inscrire le moindre but.

## Clubs
- 1945-1946 : FC Biellese 1902
- 1946-1955 : Juventus
- 1955-1958 : Lazio Rome
- 1958-1959 : Juventus
- 1960-1961 : Côme Calcio 1907

## Palmarès
Juventus
- Championnat d'Italie (2) :
  - Champion : 1949-50 et 1951-52.
  - Vice-champion : 1946-47, 1952-53, 1953-54 et 1958-59.
  - Troisième : 1947-48, 1950-51, 1955-56 et 1956-57.

- Coupe d'Italie (2) :
  - Vainqueur : 1958-59 et 1959-60.